# Végzetcserje
A végzetcserje (Clerodendrum) az ajakosvirágúak (Lamiales) rendjébe, ezen belül az árvacsalánfélék (Lamiaceae) családjába tartozó nemzetség, melyet korábban a vasfűfélék (Verbenaceae) családjába, jelenleg az APG III-rendszer nyomán az árvacsalánfélék családjába sorolják. Ezt a növénynemzetséget végzetfa és sorsfa néven is nevezik.

## Előfordulásuk
A különböző fajok, Dél-Amerika, Afrika, Ázsia és Ausztrália trópusi vidékein őshonosak.
Egyes fajaik virágos dísznövények, mások cserépben tarthatók. A leggyakoribb dísznövény-fajuk a Thomson-végzetcserje (Clerodendrum thomsoniae).

## Megjelenésük
Alakgazdag növénynemzetség: eredeti hazájukban egyesek fává fejlődnek, de van közöttük néhány kúszó faj és cserje is. A cserépben vagy dézsában nevelt példányok is tekintélyes méretet érhetnek el, amennyiben a hajtáscsúcsokat nem vágják vissza rendszeresen.
Valamennyi alapfaj és termesztett fajta sok virágot hoz, amelyek a hajtásvégeken állnak bugavirágzatot alkotva. A Thomson-végzetcserje virágai piros és fehér színűek, a többi faj esetében fehér, skarlátvörös, rózsaszín vagy halványlila színű virágok is előfordulnak. Egyes fajok virágai erős illatot árasztanak. Csonthéjas termésük van.

## Dísznövény-végzetcserjék gondozása
A végzetcserje kissé érzékeny növény, ezért még a legkörültekintőbb gondozás mellett is felkopaszodhatnak az ágai. Ekkor vágjunk róla dugványnak ép hajtáscsúcsokat, így gondoskodhatunk utánpótlásról. Egyébként lehetőleg tavasszal és nyáron metsszük meg, nyessük hajtásaikat. A magas növésű végzetcserje-fajok ideális télikerti növények.
A napos vagy félárnyékos helyet kedvelik, de a perzselő napsütést nem bírják. Télen 15 °C feletti hőmérsékletet igényelnek. Az állandóan nyirkos talajt igénylik még télen is. A párás levegőt kedvelik. Csak a növekedési időszakban van szükségük trágyázásra, hetente egyszer alacsony koncentrátummal.

### Szaporításuk
Dugványokkal szaporíthatjuk őket: a zöld hajtáscsúcsokat tavasszal, a félfás ágakat nyár végéig gyökereztethetjük meg. Vágjunk le kb. 10 cm hosszú ágakat, távolítsuk el az alsó levélpárt, majd dugjuk a dugványokat tőzeg és homok keverékbe. Egy cserépbe 3-4 hajtást is ültethetünk, hogy a fejlődő növények minél dúsabbak legyenek. Ha a cserépre szellőzőnyílásokkal ellátott fóliát húzunk, meggyorsíthatjuk a gyökérképződést.